# 賛同
| ウィキペディアには「賛同」という見出しの百科事典記事はありません（タイトルに「賛同」を含むページの一覧/「賛同」で始まるページの一覧）。 代わりにウィクショナリーのページ「賛同」が役に立つかもしれません。 |